# Ilyodromus pectinatus
Ilyodromus pectinatus är en kräftdjursart som beskrevs av Sharpe 1908. Ilyodromus pectinatus ingår i släktet Ilyodromus och familjen Cyprididae. Inga underarter finns listade i Catalogue of Life.